# NK Dubravka Turčin
NK Dubravka je nogometni klub iz Turčina.
Trenutačno se natječe u 1. ŽNL Varaždinska.